# 자위행위

남자의 자위행위

자위행위(自慰行爲)는 성기 자극에 의한 쾌감과 좋은 느낌, 그리고 오르가즘을 얻기 위해 자신의 성기를 성적으로 자극하는 행위이고 인간의 성행위의 일종이다. 
자극을 주려면 깨끗한 손으로 하거나, 청결한 일상 용품, 잘 관리된 성 도구를 사용해야 한다.
자위행위는 가장 흔한 성적 행위로써, 많은 이들은 상대가 자위하는 것을 서로 바라보며 자극을 받는다. 
어떤 이들은 성교로는 오르가즘을 느끼지 못하며 오직 자위행위를 통해서만 오르가즘을 느낄 수 있다고도 한다. 
학문에 따라 차이는 있지만, 자위행위는 모든 성별, 연령대에서 흔하게 행해진다는 것이 조사되었다. 
건전한 성적 행위, 특히 자위행위는 건강과 심리에 도움이 된다고 알려져 있다. 항문 자위로 인한 유분증 이외에 자위가 신체나 정신 건강에 해를 끼친다는 어떠한 원인결과가 알려져 있다.

여자의 자위행위

자위행위는 선사 시대부터 예술의 주제로도 묘사되었고, 18세기부터 19세기까지 100여년 동안 모범적 사회지위에 있던 신학자, 철학자, 의사, 간호사, 교육자, 귀족, 농장주, 고용주들은 "극악무도하다", "한심하다", "흉측하다"와 같은 표현으로 지탄했었다.
하지만 근대 이전에 왕정이 요구하던 특정 종교의 교리를 포함하게 하는 사회적 모범성에서 자연적인 생리현상의 인정성에 의해 완전히 분리되면서 20세기부터 이러한 금기는 줄어들었다.
오늘날 대부분의 국가체계에서 분리가 된 종교계에서는 "정신적으로 해로운 행위다", "전혀 해롭지 않다", "심리적 치료가 가능하다"는 등 자위에 대한 관점은 다양하게 고수하고 있다. 자위행위에 대한 법적 제한은 시대에 따라 변했으며, 공공장소에서는 국가에서 불법이다.
개인 또는 파트너와의 자위행위는 건강과 관계 이해에 도움이 되며, 성적 쾌락을 위한 정상적인 행위의 일부로 여겨지고 있다. 또 여러 동물 종에서도 야생이나 포획 상태에서 자위행위가 관찰되고 있다.

## 방법
남성과 여성 모두 손가락이나 부드러운 물체로 성기 부위를 누르거나 문지르거나, 손가락이나 물건을 삽입하기도 한다. 남성과 여성 모두 자위를 하면서 유두나 다른 성감대를 만지거나 문지르거나 해서 자극하기도 한다. 때로는 성감을 높이기 위해 인체에 사용하도록 되어있는 윤활성 물질을 바르기도 한다.
남성과 여성은 여러 번 오르가즘을 느끼며 자위하다가 잠시 쉬다가 다시 자위를 하기도 한다. 몇번에 걸쳐 이를 반복하는데, 이 "stop and go" 방법은 더 강한 오르가즘을 일으킬 수 있다. 이렇게 하면 골반 울혈(Pelvic congestion) 때문에 잠시 불쾌해질 수도 있다.
과거에 느낀 자극과 오르가즘에 대한 생각, 공상, 기억을 통해서 성적 쾌감을 얻을 수도 있다. 정신력만으로도 자연스럽게 오르가즘에 이를 수도 있는데, 이 경우는 신체 자극을 하지 않았으므로 엄밀히 말해 자위로 볼 수 없다.

### 남성
흔한 방법으로는 음경을 쥐고 손을 위아래로 움직이는 피스톤 운동이 있다. 이때 포피를 이용할 수도 있다. 또 매트리스나 베개 같은 푹신한 바닥에 엎드려 누워서 음경을 문지르는 방법이 있다. 이는 발기를 유도할 수 있다. 이 방식에서 인공질을 쓰기도 한다.
어떤 남성은 자위를 할 때 두 손을 다 음경에 대고 하지만, 한 손은 고환이나 젖꼭지 등을 만지기도 한다. 또 성교를 흉내내 손은 고정하고 골반으로 피스톤 운동을 하는 사람도 있다.
전립선은 정액에 액체를 첨가하는 기관이다. 전립선은 접촉에 민감하므로 손에 윤활제를 바르거나 딜도를 항문을 통해 직장으로 삽입하여 이곳을 자극하는 사람도 있다. 하지만 전립선만 자극하는 것도 아니다. 회음부를 통해 바깥에서 전립선을 자극하는 것도 쾌락을 줄 수 있다. 어떤 남성은 손가락 등으로 전립선을 자극하지 않고 항문을 자극하기도 한다. 이때는 관장을 하는 것을 추천한다. 그리고 일반적 자위행위와는 다르게 정액을 바닥에 흩뿌린다.

#### 논란
다소 논란이 되는 사정 조절 기법으로 사정하기 직전에 음낭과 항문 사이의 회음부를 누르는 것이 있다. 그러나 이렇게 하면 정액이 방광으로 역류할 수 있으므로 각별한 주의가 필요하다.

### 여성
자위 방법으로는 직접적으로 음문, 특히 음핵을 어루만지거나 문지르는데, 질속으로 손이나 물건, 딜도를 삽입하여 질벽을 조심스럽게 반복적으로 자극하기도 한다.
목욕이나 샤워를 할 때 물을 틀어 자극하거나 엎드려 누워서 손으로 혹은 다리를 벌려 베개를 쓰거나 침대의 모서리나 모퉁이에 대고 자위할 수도 있다.
또는 직접 접촉하지 않고 가령 손바닥이나 공으로 속옷이나 다른 옷을 입은 상태에서 압력을 가해서 자위하는 사람도 있다. 공공장소가 아니라면 안전하고 깨끗하게 각자의 느낌을 중요시하는 추세이다.
1920년대 해블록 엘리스는 디딤판 달린 재봉틀을 쓰는 여자 재봉사는 의자 모서리쪽에 앉아서 오르가즘을 느낄 수 있다고 썼다.
여성은 힘을 주어 다리를 꼬거나, 다리 근육을 꾹 잡거나, 외음부를 눌러서 성적 쾌감을 얻는 것도 하나의 자위 방법이다.
Dr. Victoria Zdrok과 같은 미국의 많은 섹스 치료사는 여성들에게 특히 이들이 자위를 해본 적이 없을 경우, 자위로 오르가즘을 느끼도록 권하기도 한다.

### 반응
남성과 여성 모두 자위행위로 인한 오르가즘을 얻어 사정이나 질 분비물이 분비되기도 한다. 그리고 정액이 나오지 않는 남자 어린이들은 그냥 신음 정도만으로 끝날 때도 있다.

## 장점

### 남녀관계 측면
자위는 남녀 관계에서 한쪽이 상대보다 더욱 성교를 원할 때 유용하기도 한데, 이 경우 자위는 두 사람의 관계에 균형을 잡아주어 더욱 조화로운 관계를 맺을 수 있도록 한다.
둘 이상이 서로를 자극하는 상호 자위로 남녀는 서로의 성감대를 알 수 있다. 상대의 자위를 보면서, 상대에게 쾌락을 주는 방법을 찾을 수 있으며, 서로 어떻게 만져야 좋아하는지 알 수 있다.

### 전립선 건강
2003년 오스트레일리아 암 위원회의 그레이엄 질스(Graham Giles)가 이끄는 오스트레일리아의 연구팀은 남성의 잦은 자위가 전립선암을 예방하는 데 도움이 된다고 결론을 내렸다. 이 연구에서는 또 자위가 성교를 통한 사정보다 더 좋다고 하는데, 성교는 질병을 옮겨 암 발병률을 높일 수 있기 때문이다. 그러나 이 이점은 나이와 관련되어 있다. 2008년의 한 연구에서는 20세에서 40세 사이에 일주일에 두 번에서 일곱 번까지 하는 잦은 자위는 전립선암의 위험을 높이는 것과 관련이 있다고 하였다. 그러나 50대에 일주일에 한번씩 하는 자위는 전립선암 발병률을 낮추는 것과 관련이 있다고 드러났다.

### 노화 세포 배출
적절한 자위 또는 몽정은 오래된 정자를 배출하고 새로운 정자를 만들게 됨으로써 남성의 성 기능에 도움을 준다. 여성의 자위 또한 자궁 경부의 노화된 세포와 이물질을
배출하게 함으로써 건강에 도움을 준다.

## 단점

### 남성 자위의 문제
영국 노팅엄대 연구팀은 전립선암에 걸린 60대 남성을 포함, 840명을 대상으로 조사한 결과 젊을 때 일주일에 2~7회 자위를 한 그룹은 한 달에 1회 이하로 한 그룹에 비해 60대 때 전립선암이 생길 위험이 79%나 더 높았다고 영국 국제 비뇨기학회지(BJU International) 최신 호에 발표했다.
연구팀은 자위를 많이 하면 남성 호르몬 분비가 촉진되며, 증가한 남성 호르몬 수치가 전립선암의 위험을 높인 것으로 해석한 것이다.
남성이 성교 중 음경에 둔상(blunt trauma)이나 상처를 입으면 드물지만 음경골절(penile fracture)이 되거나 페이로니병에 걸릴 수도 있다. Phimosis는 "포피를 잡아당길 때 상처를 입어 수축된 포피에 문제가 될 수 있다."  경우 왕성한 음경 활동이 곤란해진다.
18세기 무렵 스위스의 의사 사뮤엘 티소는 자위 행위로 배출되는 정액과, 혈액을 비교하며 '자위행위는 결핵, 임질, 간질, 자살, 정신병 등을 일으킬 수 있다'고 하여 자위행위를 금지해야 한다고 주장했다.

## 사회적 시각
청교도 문화가 강했던 19세기 말, 켈로그 박사는 정자가 단백질로 만들어지므로, 자위 욕구를 막기 위해서는 단백질 섭취를 줄여야 한다고 주장했고, 이에 따라 옥수수로 만드는 콘플레이크를 만들었다.
옛 중국에서는 남성의 자위행위가 양기를 소모하므로 자위행위를 금기시했다. 그러나 양기에 반해 음기는 풍부하다고 여겨, 여성의 자위행위는 금기시하지 않았다.
자위행위를 많이 하면 키가 크지 않는다는 속설이 있으나, 이는 근거가 없는 주장이다. 물론 과도한 자위는 피로감을 느끼게 하여 집중력을 떨어뜨리는 폐해가 있다.
현대 의학에서는 과도한 자위행위가 아닌, 적절한 자위행위는 신체적, 심리적으로 자연스러운 행위이며, 수치심을 느낄 필요가 없다고 보고 있다.
한편, 성기를 어루만지는 행위이다보니 공공장소가 아닌 개인적인 장소 혹은 화장실 등 타인의 침입을 봉쇄 가능한 곳에서 하는 것을 권장화고 있다. 공공장소에서의 자위행위는 공연음란죄로 취급된다.
2차 성징 이전에도 남녀 상관없이 성기를 어루만지는 행동은 본능적으로 나타난다. 심지어 태아 상태에서도 관찰된다.

## 다른 표현들
- 수음(手淫)은 남녀의 자위행위를 일컫는 한자 단어이다.
- 오나니(onanie)와 오나니즘(onanism)은 남녀의 자위행위를 일컫는 말로써 구약성서 《창세기》의 '오난'이란 인물의 이름에서 유래한다. 하지만 오난은 오르가슴을 위해서가 아니라, 형의 이름을 이을 아들을 낳지 않으려고 정액을 땅바닥에 쏟았기 때문에 자위 행위보다는 체외 사정으로 보는게 정확하다.(창세기 38:9)
- 용두질은 남성의 자위 행위를 일컫는 순수 한국어이다.
- 탁탁탁은 남성이 자위를 할 경우 음경을 붙잡고 손을 반복적으로 흔들 때 나는 소리를 표현하는 의성어이다. 대한민국에서는 1990년대 후반기에 들어서서 딴지일보의 넓은 영향력 아래 대중화되었다.
- 딸딸이는 자위 행위를 일컫는 말로써 청소년들이 주로 쓰는 은어이다. 동사형으로 '딸치다' 라고도 표현한다.
- DDR(디디알)은 위의 '딸딸이'를 로마자화했을 때의 두문자어이다. 주로 위의 낱말들을 직접 언급하기 곤란한 상황에서 사용한다.

## 대중 문화에서

### 미술
세계 여러 곳에서 남성 자위 행위가 묘사된 선사 시대 암면미술이 발견되었다. 대부분 초기 인류는 자연의 풍요로움을 인간의 성과 연관지었다. 몰타 섬의 사원유적지에서는 기원전 제4천년기 만들어진 자위하는 여성을 묘사한 점토 조각상이 발견되었다. 고대 시대에는 남성의 자위를 묘사하는 것이 훨씬 더 흔했다.

### 음악
대중 음악에서 자위 행위를 주제로 한 몇몇 주목할만한 노래가 있다. 초창기 대중 음악의 예로 척 베리의 〈My Ding-a-Ling〉, 더 후의 〈Mary Anne with the Shaky Hand〉, 〈Pictures of Lily〉가 있다.
요즘에 와서는 잭슨 브라운의 〈Rosie〉, 빌리 아이들의 〈Dancing With Myself〉, 게리 누만의 〈Everyday I Die〉, 토니 브랙스턴의 〈You're Makin' Me High〉, 더 다크니스의 〈You're Makin' Me High〉, 대니 미노그의 〈Vibe On〉, 브리트니 스피어스의 〈Touch of My Hand〉, 버즈콕스의 〈Orgasm Addict〉, 빌리 조엘의 〈Captain Jack〉, 그린 데이의 〈Longview〉, 블링크-182의 〈M+Ms〉, 세이 애니싱의 〈Wow, I Can Get Sexual Too〉, 핑크의 〈Fingers〉와 〈U + Ur Hand〉, 레이디 가가의 〈So Happy I Could Die〉, 곱의 〈When Life Gets Boring〉, 프린스의 〈Darling Nikki〉가 있다. 1983년 녹음한 신디 로퍼의 〈She Bop〉는 내용 심의를 위한 Parental Advisory 스티커가 처음으로 붙은 15개 노래 중 하나였다. 1993년 《하워드 스텐 쇼》에서 로퍼는 당시 알몸으로 노래 녹음을 했다고 말했다. 일부에서 빌리 조엘의 노래 〈The Stranger〉가 자위 행위를 묘사한 노래라고 말했다. 록 그룹 마인드리스 셀프 인덜전스의 노래 〈Masturbates〉는 자기 색정적인 행동을 컨셉으로 한 노래이다. 조관우의 <늪> 역시 조관우가 2011년에 어떤 음악 프로그램에서 밝히기를 자위행위를 묘사한 것이라고 했다. 실제 가사가 자위행위를 하는 남자의 모습과 꽤 비슷하다.

### 문학
1972년 10월 자위 행위를 소재로 한 필립 로스의 《Portnoy's Complaint》가 오스트레일리아 검열에 걸렸다. 당시 대중들에게 격렬한 항의를 받았다.
이후 문학계에서 자위를 묘사하고 소재로 한 작품을 흔히 볼 수 있는데, 토머스 울프, 오노레 드 발자크, 귀스타브 플로베르와 같은 유명한 작가들도 이러한 문학을 만들어냈다.

### 포르노그래피
게이 포르노그래피를 포함한 포르노그래피에서 남성과 여성의 자위 행위는 흔히 볼 수 있다. 초창기 포르노그래피 영화 중 하나인 《Am Abend》는 킨제이 섹스, 성별, 생식 연구소에서 수집한 최초의 영화인데, 여성이 자위하는 장면으로 시작한다.

## 같이 보기
- 성교
- 사정
- 여성 사정
- 정조대
- 피스팅
- 오르가슴
- 성인용품